# Campeonato Mundial de Natação em Piscina Curta de 2021 - 1500 m livre masculino
A prova dos 1500 metros nado livre masculino do Campeonato Mundial de Natação em Piscina Curta de 2021 foi disputado entre 20 e 21 de dezembro de 2021, na Etihad Arena, em Abu Dhabi, nos Emirados Árabes Unidos.

## Recordes
Antes desta competição, os recordes mundiais e do campeonato nesta prova eram os seguintes:
|                       | Nome                 | Nacionalidade | Tempo    | Local    | Data                   |
| --------------------- | -------------------- | ------------- | -------- | -------- | ---------------------- |
| Recorde mundial       | Gregorio Paltrinieri | Itália        | 14:08.06 | Netanya  | 4 de dezembro de 2015  |
| Recorde do campeonato | Mykhailo Romanchuk   | Ucrânia       | 14:09.14 | Hangzhou | 16 de dezembro de 2018 |

Os seguintes recordes mundiais ou do campeonato foram estabelecidos durante esta competição:
| Data           | Evento | Nome              | Nacionalidade | Tempo    | Notas |
| -------------- | ------ | ----------------- | ------------- | -------- | ----- |
| 21 de dezembro | Final  | Florian Wellbrock | Alemanha      | 14:06.88 | ,     |

## Medalhistas
| Ouro                    | Prata                | Bronze                   |
| Florian Wellbrock (DEU) | Ahmed Hafnaoui (TUN) | Mykhailo Romanchuk (UKR) |

## Resultados

### Eliminatórias
As eliminatórias ocorreram dia 20 de dezembro com um total de 29 nadadores.
| Colocação | Bateria | Raia | Nadador               | Nacionalidade              | Tempo    | Notas            |
| --------- | ------- | ---- | --------------------- | -------------------------- | -------- | ---------------- |
| 1         | 3       | 5    | Mykhailo Romanchuk    | Ucrânia                    | 14:24.76 | Q                |
| 2         | 2       | 6    | Ahmed Hafnaoui        | Tunísia                    | 14:25.77 | Q                |
| 3         | 3       | 6    | Florian Wellbrock     | Alemanha                   | 14:25.79 | Q                |
| 4         | 3       | 4    | Gregorio Paltrinieri  | Itália                     | 14:28.11 | Q                |
| 5         | 2       | 5    | Damien Joly           | França                     | 14:30.90 | Q                |
| 6         | 3       | 1    | Daniel Wiffen         | Irlanda                    | 14:32.13 | Q,               |
| 7         | 2       | 3    | Domenico Acerenza     | Itália                     | 14:34.03 | Q                |
| 8         | 2       | 4    | Henrik Christiansen   | Noruega                    | 14:36.27 | Q                |
| 9         | 2       | 2    | Lukas Märtens         | Alemanha                   | 14:37.60 |                  |
| 10        | 3       | 8    | Mert Kılavuz          | Turquia                    | 14:39.76 | Recorde nacional |
| 11        | 2       | 1    | José Paulo Lopes      | Portugal                   | 14:39.82 | Recorde nacional |
| 12        | 2       | 8    | Nguyễn Huy Hoàng      | Vietname                   | 14:41.00 | Recorde nacional |
| 13        | 3       | 2    | Aleksandr Egorov      | Federação Russa de Natação | 14:47.39 |                  |
| 14        | 1       | 5    | Marwan Elkamash       | Egito                      | 14:48.68 | Recorde nacional |
| 15        | 2       | 0    | Krzysztof Chmielewski | Polónia                    | 14:51.21 |                  |
| 16        | 3       | 3    | Jan Micka             | Chéquia                    | 14:54.55 |                  |
| 17        | 2       | 7    | Jon Jøntvedt          | Noruega                    | 15:01.95 |                  |
| 18        | 1       | 4    | Matan Roditi          | Israel                     | 15:05.05 |                  |
| 19        | 3       | 7    | Kim Woo-min           | Coreia do Sul              | 15:06.13 |                  |
| 20        | 2       | 9    | Dimitrios Markos      | Grécia                     | 15:07.43 |                  |
| 21        | 1       | 3    | Kushagra Rawat        | Índia                      | 15:07.86 |                  |
| 22        | 3       | 9    | Zhang Ziyang          | China                      | 15:18.99 |                  |
| 23        | 1       | 6    | Eduardo Cisternas     | Chile                      | 15:23.30 | Recorde nacional |
| 24        | 1       | 7    | Adib Khalil           | Líbano                     | 15:27.12 | Recorde nacional |
| 25        | 1       | 0    | Loris Bianchi         | San Marino                 | 15:38.63 |                  |
| 26        | 1       | 2    | Joseph Macías         | Equador                    | 15:47.50 |                  |
| 27        | 1       | 1    | Johan Nónskarð Dam    | Ilhas Feroé                | 16:09.94 |                  |
| 28        | 1       | 8    | Nikoli Blackman       | Trinidad e Tobago          | 16:34.53 |                  |
| 29        | 1       | 9    | Mark Imazu            | Guam                       | 17:59.68 |                  |
| 30        | 3       | 0    | Michael Brinegar      | Estados Unidos             | DNS      |                  |

### Final
A final foi realizada em 21 de dezembro.
| Colocação         | Raia | Nadador              | Nacionalidade | Tempo    | Notas            |
| ----------------- | ---- | -------------------- | ------------- | -------- | ---------------- |
| Medalha de ouro   | 3    | Florian Wellbrock    | Alemanha      | 14:06.88 | Recorde mundial  |
| Medalha de prata  | 5    | Ahmed Hafnaoui       | Tunísia       | 14:10.94 | Recorde africano |
| Medalha de bronze | 4    | Mykhailo Romanchuk   | Ucrânia       | 14:11.47 |                  |
| 4                 | 6    | Gregorio Paltrinieri | Itália        | 14:21.00 |                  |
| 5                 | 1    | Domenico Acerenza    | Itália        | 14:24.31 |                  |
| 6                 | 2    | Damien Joly          | França        | 14:25.62 |                  |
| 7                 | 8    | Henrik Christiansen  | Noruega       | 14:30.78 |                  |
| 8                 | 7    | Daniel Wiffen        | Irlanda       | 14:36.78 |                  |

Legenda
| Recorde mundial       | Recorde mundial (World record)               |                       | Recorde africano                      | Recorde africano (African) |                                           | Q | Classificado por posição (Qualified) |
| Recorde do campeonato | Recorde do campeonato (Championship record)  | Recorde da América    | Recorde da América (Americas)         | q                          | Classificado por melhor tempo (Qualified) |   |                                      |
| Melhor marca do ano   | Melhor marca do ano (World leading)          | Recorde asiático      | Recorde asiático (Asian)              | DNS                        | Não largou (Did not start)                |   |                                      |
| Recorde nacional      | Recorde nacional (National record)           | Recorde europeu       | Recorde europeu (European)            | DNF                        | Não terminou (Did not finish)             |   |                                      |
| Recorde pessoal       | Recorde pessoal do atleta (Personal best)    | Recorde da Oceania    | Recorde da Oceania (Oceania)          | DSQ / DQ                   | Desclassificado (Disqualified)            |   |                                      |
| Recorde da temporada  | Recorde da temporada do atleta (Season best) | Recorde sul-americano | Recorde sul-americano (South America) | NM                         | Sem marca (No mark)                       |   |                                      |